# Спрингвил (Њујорк)
Спрингвил (енгл. Springville) град је у америчкој савезној држави Њујорк.

## Демографија
По попису из 2010. године број становника је 4.296, што је 44 (1,0%) становника више него 2000. године.
| Група             | 2000.         | 2010.         |
| Белци             | 4.163 (97,9%) | 4.065 (94,6%) |
| Афроамериканци    | 21 (0,5%)     | 46 (1,1%)     |
| Азијати           | 17 (0,4%)     | 26 (0,6%)     |
| Хиспаноамериканци | 26 (0,6%)     | 99 (2,3%)     |
| Укупно            | 4.252         | 4.296         |